# Juliaca quadrigula
Juliaca quadrigula är en insektsart som först beskrevs av Jacobi 1905.  Juliaca quadrigula ingår i släktet Juliaca och familjen dvärgstritar. Inga underarter finns listade i Catalogue of Life.